# シール (歌手)
シール（Seal, 本名:Henry Olusegun Adeola Samuel, 1963年2月19日 - ）は、イギリス・ロンドン出身のソウルミュージシャン。

## 来歴
1963年2月19日、イギリスのパディントンにてブラジル系の父とナイジェリア人の母の間に生まれ、シール・ヘンリー・オルセガン・オルミデ・アデオラ・サムエル（Seal Henry Olusegun Olumide Adeola Samuel）と名づけられた。顔に傷のようなものがあり、また頭髪もないが、これらは幼少の頃にかかった膠原病の一種の慢性円盤状エリテマトーデスの後遺症によるものである。 
アダムスキーの『Killer』のボーカルで注目され、トレヴァー・ホーンのプロデュースでZTTレコードからアルバム『Seal』をリリースした。現在までにオリジナル・アルバム6枚（その他ベストアルバム、カヴァーアルバム等）を発表している。
『Seal II』からのシングルカット「キッス・フロム・ア・ローズ」が映画『バットマン・フォーエヴァー』で使用され、全米1位・全英4位の大ヒットとなり、1995年度の第38回グラミー賞で最優秀レコード賞（プロデューサーのトレヴァー・ホーンと共に受賞）、最優秀楽曲賞、最優秀男性ポップ・ボーカル・パフォーマンス賞の3部門を受賞した。1996年には映画『スペース・ジャム』のサウンドトラックでスティーヴ・ミラー・バンドのカヴァー「フライ・ライク・アン・イーグル」を歌い、シングルとして全米10位のヒットとなる。
2010年、ハービー・ハンコックのアルバム『イマジン・プロジェクト』にゲスト参加し、同アルバムに収録された「イマジン」（ジョン・レノンのカヴァー）で、ハンコックらと共にグラミー賞最優秀ポップ・コラボレーション・ウィズ・ボーカル賞を受賞した。

## 人物
ドイツ出身のモデルタチアナ・パティッツと長年にわたり交際していたが、破局した。その後、同じくドイツ出身モデルのハイディ・クルムと交際し、2005年5月に結婚した。ハイディには既に娘が1人いたが、同年9月にシールとの間に男子を出産した。以降も、第2子の男子が2006年11月、第3子として女子が2009年9月に、それぞれ誕生している。2012年1月に離婚した。
左利きであり、ギターも左手でストロークする。

## ディスコグラフィ

### アルバム
| 年                                        | タイトル           | アルバム詳細 | チャート最高位 | チャート最高位 | チャート最高位 | チャート最高位 | チャート最高位 | チャート最高位 | チャート最高位 | チャート最高位 | チャート最高位 | チャート最高位 | 認定 |
| 年                                        | UK                 | AUS | AUT            | FRA            | GER            | NLD            | NZ             | SWE            | SWI            | US             |                |                | |
| ----------------------------------------- | ------------------ | --- | -------------- | -------------- | -------------- | -------------- | -------------- | -------------- | -------------- | -------------- | -------------- | -------------- | --- |
| 1991                                      | Seal               | - 発売日: 1991年6月11日 - レーベル: ZTT - フォーマット: CD, LP, cassette - 全米売上: 100万枚                    | 1              | 22             | 2              | 20             | 7              | 4              | 6              | 5              | 2              | 27             | - UK: 2× プラチナ - AUT: ゴールド - FRA: 2× ゴールド - GER: ゴールド - NLD: ゴールド - NZ: ゴールド - SWI: プラチナ - US: プラチナ |
| 1994                                      | Seal               | - 発売日: 1994年5月23日 - レーベル: ZTT - フォーマット: CD, LP, cassette - 全米売上: 400万枚                    | 1              | 2              | 8              | 28             | 25             | 3              | 4              | 33             | 15             | 15             | - UK: 2× プラチナ - AUS: プラチナ - GER: ゴールド - NLD: ゴールド - NZ: ゴールド - US: 4× プラチナ                                 |
| 1998                                      | Human Being        | - 発売日: 1998年11月16日 - レーベル: Warner Bros. - フォーマット: CD, LP, cassette - 全米売上: 50万枚           | 44             | 82             | 21             | —              | 24             | 25             | 14             | —              | 18             | 22             | - UK: シルバー - NZ: ゴールド - US: ゴールド                                                                                       |
| 2003                                      | Seal lV            | - 発売日: 2003年9月9日 - レーベル: Warner Bros. - フォーマット: CD, LP, digital download - 全米売上: 50万枚     | 4              | 65             | 7              | 5              | 2              | 7              | 21             | 2              | 1              | 3              | - UK: ゴールド - AUT: プラチナ - FRA: プラチナ - GER: 2× プラチナ - SWI: プラチナ - US: ゴールド                                   |
| 2007                                      | System             | - 発売日: 2007年11月12日 - レーベル: Warner Bros. - フォーマット: CD, LP, digital download - 全米売上: 15.5万枚 | 37             | —              | 5              | 33             | 13             | 42             | —              | 37             | 3              | 35             | - FRA: ゴールド - GER: ゴールド - SWI: ゴールド                                                                                    |
| 2008                                      | Soul               | - 発売日: 2008年11月10日 - レーベル: Warner Bros. - フォーマット: CD, digital download - 全米売上: 54.7万枚     | 12             | 16             | 8              | 1              | 15             | 6              | 22             | 6              | 4              | 13             | - UK: プラチナ - AUS: ゴールド - AUT: ゴールド - FRA: ダイヤモンド - GER: ゴールド - SWE: ゴールド - SWI: ゴールド                 |
| 2010                                      | Seal 6: Commitment | - 発売日: 2010年9月20日 - レーベル: Reprise - フォーマット: CD, digital download - 全英売上: 5.2万枚            | 11             | 47             | 48             | 5              | 46             | 19             | —              | 29             | 8              | 31             | - UK: シルバー - FRA: プラチナ |
| 2011                                      | Soul 2             | - 発売日: 2011年11月4日 - レーベル: Reprise - フォーマット: CD, digital download - 全米売上: 11.5万枚           | 17             | 42             | —              | 6              | —              | 25             | —              | —              | 38             | 8              | - UK: ゴールド |
| 2015                                      | 7                  | - 発売日: 2015年11月6日 - レーベル: Warner Bros. - フォーマット: CD, digital download                           | 13             | 64             | —              | 18             | —              | 7              | —              | —              | 9              | 45             | - FRA: ゴールド |
| 2017                                      | Standards          | - 発売日: 2017年11月10日 - レーベル: Decca - フォーマット: CD, digital download                                 | 17             | 48             | 36             | 18             | 70             | 88             | —              | —              | 32             | —              | |
| "—"は未発売またはチャート圏外を意味する。 |                    | |                |                |                |                |                |                |                |                |                |                | |

### コンピレーション・アルバム
- Best 1991-2004 (2004年)
- Live in Paris (2005年 ライブアルバム CD+DVD)
- One Night to Remember (2006年 ライブアルバム CD+DVD)

### DVD
- Live at the Point
  - デビュー間もない1991年のライブ収録の再発売。日本向けは2006年10月11日に発売された。